# Jirnice modrá

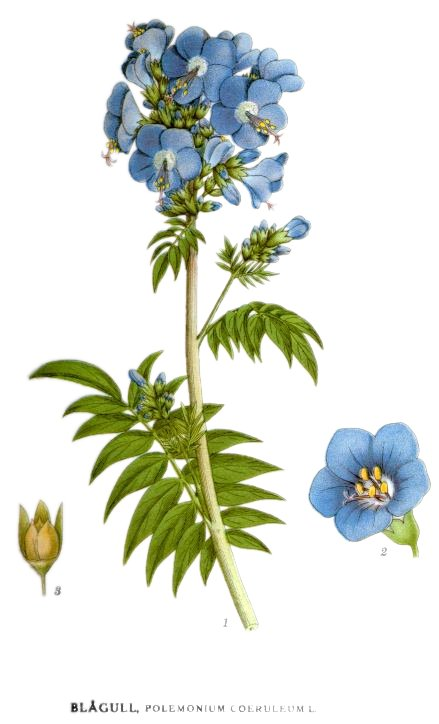
Zobrazení jirnice modré

Jirnice modrá (Polemonium caeruleum) je vytrvalá bylina s jasně modrými až nafialovělými květy, jediný druh rodu jirnice který se v české přírodě přirozeně vyskytuje. Je to rostlina hlavně s evropským rozšířením, roste od Islandu a Skandinávie přes Střední Evropu, severní část Středozemí, Ukrajinu, evropské Rusko až do západní Sibiře. Druhotně se dostala i do přírody Severní Ameriky.
Je počítána k alpské květeně a v České republice je původní rostlinou na Šumavě a v jejím okolí, kde se ale z tradičních stanovišť pozvolna vytrácí. Je občas pěstována v parcích a zahradách jako okrasná rostlina, občas tam zplaňuje a druhotně se semeny šíří na nová místa.

## Ekologie
Je to vlhkomilný druh rostoucí na zamokřených loukách či pastvinách, v křovinách, na lesních pasekách ve světlých bučinách i smrčinách, na březích vodních nádrží a vodotečí. Nejčastěji se vyskytuje na vápencovém a dolomitickém podloží v montánním a subalpínském stupni. Prospívají ji polostinná místa; na výsluní roste dobře, pokud má dostatek vláhy. Rostlina je plně mrazuvzdorná.

## Popis
Vytrvalá rostlina s lodyhou 30 až 80 cm vysokou, která bývá jednoduchá neb je v horní polovině rozvětvená. Dutá lodyha je přímá, podélně rýhovaná, holá nebo ve vyšší části žláznatě chlupatá. Je střídavě porostlá 5 až 25 cm dlouhými, lichozpeřenými listy s řapíky, které se směrem vzhůru zkracují až horní listy jsou téměř přisedlé. Listy s křídlovitým vřetenem jsou tvořenými sedmi až dvanácti páry krátce řapíčkatých, vejčitých až kopinatých, 1 až 4 cm dlouhých lístků s celistvým okrajem
Oboupohlavné, voňavé květy, velké do 2 cm velké vytvářejí hustá, latovitá květenství složená z vidlanů, které přecházejí ve šroubele. Pětičetné květy jsou na stopkách, které se navečer a před deštěm sklápějí. Vytrvalý kalich je zvonkovitý, do poloviny členěný ve vejčitě kopinaté, tupé cípy. Kolovitá koruna s modrými až fialovými (ojediněle i bílými), vejčitými, 1,5 cm velkými lístky má krátkou trubku. Pět tyčinek, s dlouhými nitkami přirostlými ke koruně a daleko čnící z korunní trubky, nese žluté prašníky. Z pětilaločného podplodního terče vystupuje nektar hromadící se krátké korunní trubce. Svrchní semeník nese třílaločnou bliznu zakončenou čnělku, která je delší než tyčinky s prašníky. Ve květech dozrává nejdřív pyl v prašnících a teprve později blizny, květ se opyluje pylem z cizího květu přineseným hlavně včelami, které přilétají pro nektar.
Plodem je trojpouzdrá, 7 mm dlouhá tobolka s mnoha semeny, která se po dozrání otevírá třemi chlopněmi. Semena jsou hnědá a velká 3 mm. Rostliny se přirozenou cestou množí semeny a v zahradnictví také dělením trsů. Ze zahrad se někdy šíří do okolní přírody kde působí dojmem původního druhu.

## Využití
Rostliny se vysazují do stinných partií zahrad, kde v červnu až srpnu vynikají svými sytě modrými květy a mimo to i listy s výraznou strukturou. Dobře vyniknou v květnatých loukách, v trvalkových záhonech i před vzrostlými keři. V minulosti se na jaře sbíral její kořen a v létě kvetoucí nať, extrakty se hojily žaludeční vředy, nemoci průdušek a snižovala se nervozita a zlepšoval spánek.
Často se pěstuje její kříženec Polemonium xrichardsonii se severoamerickou jirnicí plazivou (Polemonium reptans L.). Tento hybrid je nižší a má větší květy a bylo vyšlechtěno několik jeho kultivarů, včetně bíle kvetoucích.

## Ohrožení
V české přírodě se jirnice modrá stává stále vzácnější, roste jen na několika málo stanovištích a ta se postupně vytrácejí. V „Červeném seznamu cévnatých rostlin České republiky“ z roku 2012 je zařazena k málo se vyskytujícím a silně ohroženým druhům (C2r).

## Galerie

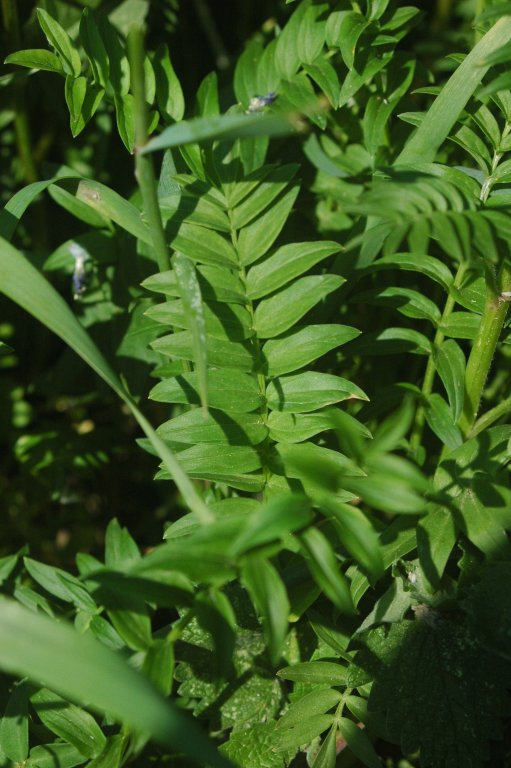
Listy
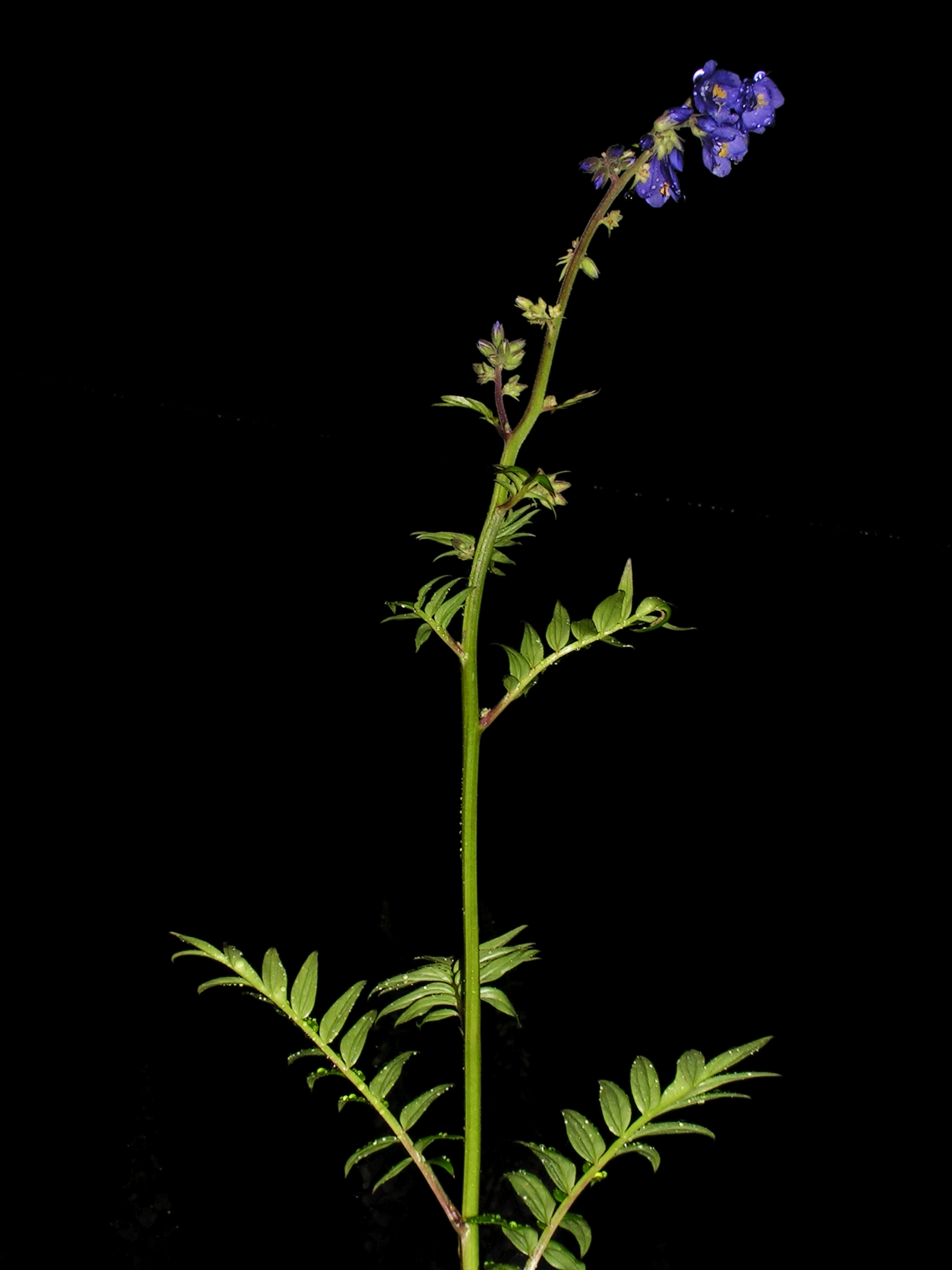
Lodyha
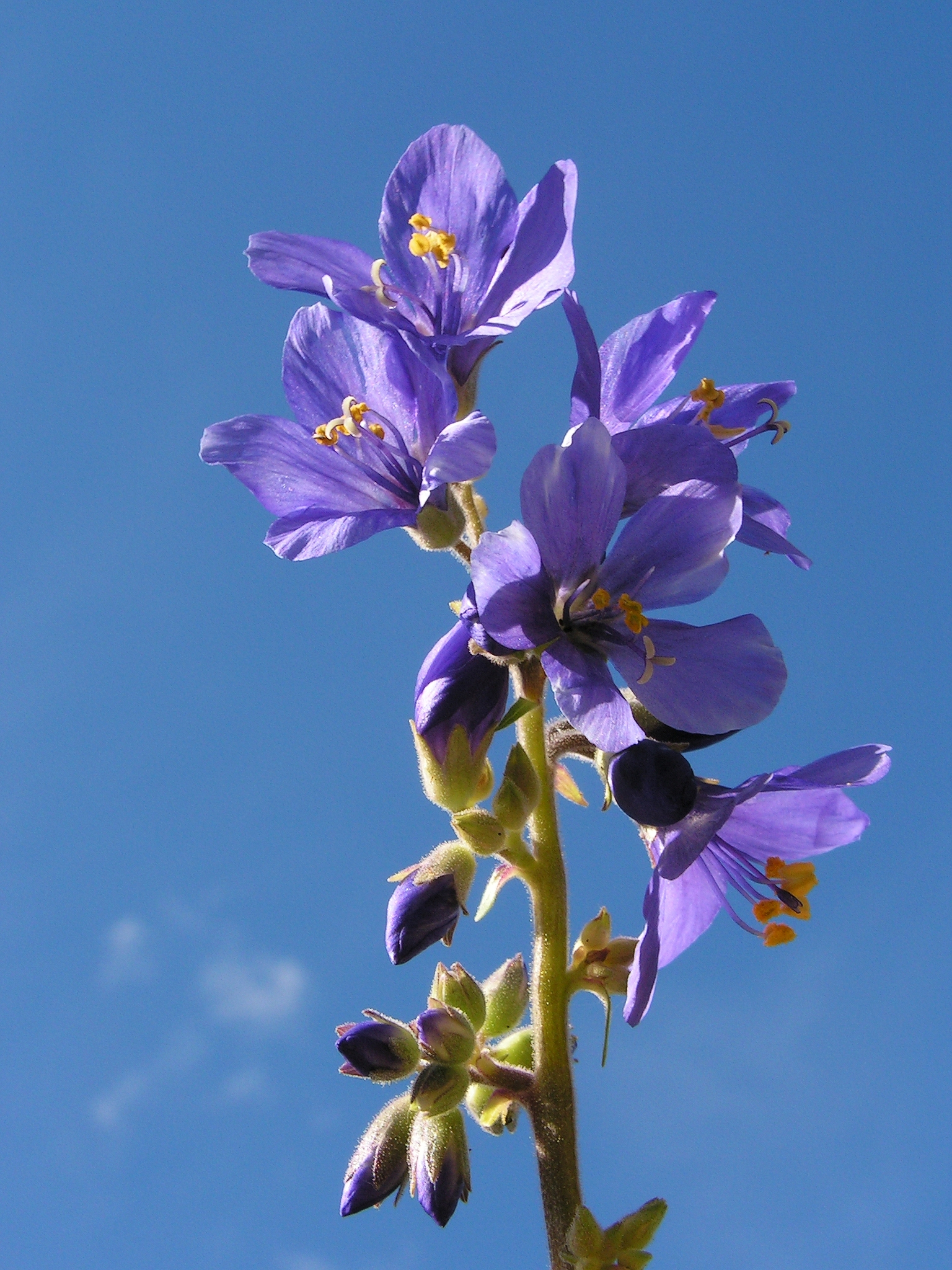
Květenství
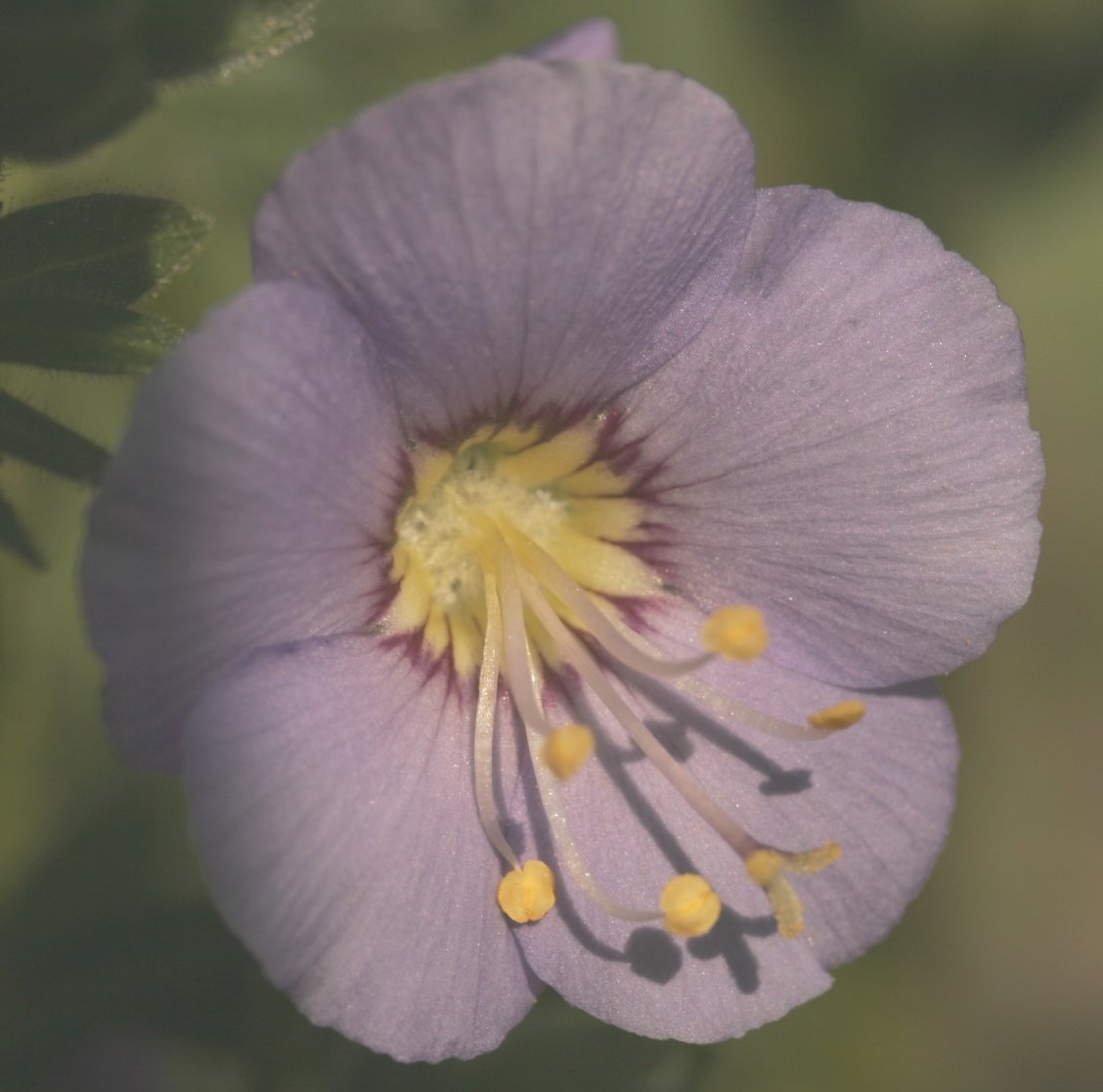
Květ